# وزارت هوانوردی رایش
وزارت هوانوردی رایش (به آلمانی: Reichsluftfahrtministerium - RLM) یک اداره دولتی در دوره رایش سوم بین سال‌های ۱۹۳۳ تا ۱۹۴۵ بود. ساختمان این وزارتخانه در خیابان ویلهلم در مرکز برلین، پایتخت آلمان قرار داشت که امروزه وزارت دارایی آلمان در آن مستقر است.
این وزارتخانه مسئول توسعه و تولید تمام هواگردهای توسعه‌یافته، طراحی و ساخته شده در آلمان در طول دوران رایش سوم بود و بر تمام مسائل مربوط به طراحی‌های نظامی و غیرنظامی نظارت می‌کرد. این وزارتخانه امور هوانوردی نظامی را به عنوان اولویت اصلی خود در نظر داشت.

## تاریخچه
این وزارتخانه در ۲۷ آوریل ۱۹۳۳ از کمیساریای هوانوردی رایش (به آلمانی: Reichskommissariat für die Luftfahrt) تشکیل شد که دو ماه قبل با ریاست گورینگ تأسیس شده بود. در این مرحله اولیه، وزارتخانه کمی بیشتر از کارکنان شخصی گورینگ بود. یکی از اولین اقدامات آن این بود که کنترل تمام شرکت‌های هوگو باس و یونکرس و سایر شرکت‌های مهندسی هوانوردی آلمانی را به دست آورد. این حقوق شامل هواپیمای یونکرس یو ۵۲ می‌شد.
وزیر دفاع ژنرال ورنر فون بلومبرگ تصمیم گرفت که اهمیت هوانوردی به حدی است که دیگر نباید تابع نیروی زمینی باشد. در ماه مه ۱۹۳۳ او بخش هوانوردی نظامی لوفت‌وافه (Luftschutzamt) را به وزارت منتقل کرد.
با رشد سریع لوفت‌وافه پس از وقوع جنگ جهانی دوم در سال ۱۹۳۹، وزارتخانه آنقدر بزرگ شد که گورینگ دیگر قادر به حفظ کنترل نبود. این دوره با ناتوانی فزاینده در ارائه طرح‌های جدید هواپیما که به شدت مورد نیاز بودند، و همچنین کمبود مداوم هواپیما و موتور مشخص شد. در سال ۱۹۴۳ آلبرت اشپر مسئولیت وزارت را بر عهده گرفت و اوضاع بلافاصله بهبود یافت. تولید در سال‌های ۱۹۴۳ و ۱۹۴۴ به بالاترین حد خود رسید، و اگرچه اشپر همان تدابیر خودتنظیمی را که در سایر حوزه‌های صنعت معرفی کرده بود، معرفی کرد و سعی کرد اعتبار به اصطلاح معجزه تسلیحاتی را به خود اختصاص دهد، آمارهای معاصر آلمان نشان می‌دهد که دلیل واقعی افزایش تولید، اقدامات و سرمایه‌گذاری‌های انجام شده توسط میلچ و کارکنانش در سال‌های ۱۹۴۱ و ۱۹۴۲ بود. اگرچه تولید هواپیماهای آلمانی برای مدت کوتاهی با هواپیماهای اتحاد جماهیر شوروی در سال ۱۹۴۴ مطابقت داشت، اما در سال ۱۹۴۵ سقوط کرد. از ابتدای جنگ ساختمان وزارتخانه یکی از معدود ساختمان‌های عمومی در مرکز برلین بود که از بمباران شدید متفقین در سال‌های ۱۹۴۴–۱۹۴۵ جان سالم به در برد.

## پرچم‌های فرماندهی

### وزیر هوانوردی رایش
در ۵ مه ۱۹۳۳ وزارت هوانوردی آلمان با هرمان گورینگ به عنوان وزیر هوانوردی رایش تأسیس شد. این رویداد همراه با معرفی یک پرچم فرمان بود که در اندازه‌های مختلف از ۲۰۰ تا ۳۰ سانتی‌متر تولید شد. این پرچم از مواد قرمز روشن تشکیل شده بود که بر روی آن تاج گلی از برگ‌های لور نقره‌ای رنگ در وسط جلو قرار داده شده بود. در مرکز برگ‌ها یک عقاب سیاه قرار داشت. از پایه تاج گل نمادی با رنگ واقعی از "Pour le Mérite" آویزان شده بود. از سمت چپ و راست تاج گل یک جفت بال شیک دیده می‌شد که هر کدام از چهار "پر" صعودی تشکیل شده بود. همچنین از تاج گل به سمت چهار گوشه پرچم، چهار گوه سفید لبه سیاه غیرفعال وجود داشت، ویژگی که قرار بود در طراحی رنگ واحدهای آینده لوفت‌وافه جدید گنجانده شود. در هر یک از چهار گوشه یک سواستیکا سیاه قرار داشت. عقب تقریباً شبیه به جلو بود، اما یک صلیب شکسته سیاه جایگزین عقاب و عقاب‌ها جایگزین چهار صلیب شکسته شدند. این پرچم تا پایان سال ۱۹۳۵ مورد استفاده قرارگرفت.

وزیر هوانوردی رایش ۱۹۳۳ - ۱۹۳۵ (پشت)
وزیر هوانوردی رایش ۱۹۳۳ - ۱۹۳۵ (رو)

### وزیر هوانوردی رایش و فرمانده کل لوفت‌وافه
در ۲۶ فوریه ۱۹۳۵ آدولف هیتلر رسماً لوفت‌وافه را با هرمان گورینگ به عنوان فرمانده کل آن ایجاد کرد. در اواخر سال ۱۹۳۵ پرچمی برپا شد که از مربعی از ابریشم قرمز روشن تشکیل شده بود. این پرچم تا حدی مشابه پرچم قبلی بود. تفاوت ظاهری این بود که اکنون در مرکز یک صلیب شکسته طلایی قرار داده شده بود و به جای چهار صلیب شکسته سیاه، چهار عقاب طلایی لوفت‌وافه اضافه شده بود. بال‌ها کنار گذاشته شدند. علاوه بر این، پرچم از چهار طرف با یک حاشیه بافته شده با طلا، که دارای یک ردیف از ۷۶ صلیب شکسته کوچک طلایی بود که همگی بر روی نقاط خود ایستاده بودند، لبه داشت. در پشت آن یک عقاب طلایی لوفت‌وافه در مرکز و چهار صلیب شکسته طلایی در هر گوشه پرچم نصب شده بود. آویزان از پایه لورل نقره ای نشان دهنده واقعی Pour le Mérite بود. هنگامی که گورینگ به درجه فیلدمارشال ارتقا یافت، یک جفت باتوم فیلدمارشال لوفت‌وافه به طرح معکوس پرچم اضافه شد و در بالای "Pour le Mérite" نشان داده شد. رو به رو مثل قبل باقی ماند. این تغییر در ۲۸ آوریل ۱۹۳۸ رخ داد.

وزیر هوانوردی رایش ۱۹۳۵ - ۱۹۳۸ (پشت)
وزیر هوانوردی رایش ۱۹۳۵ - ۱۹۳۸ (رو)